# Błękitna lista

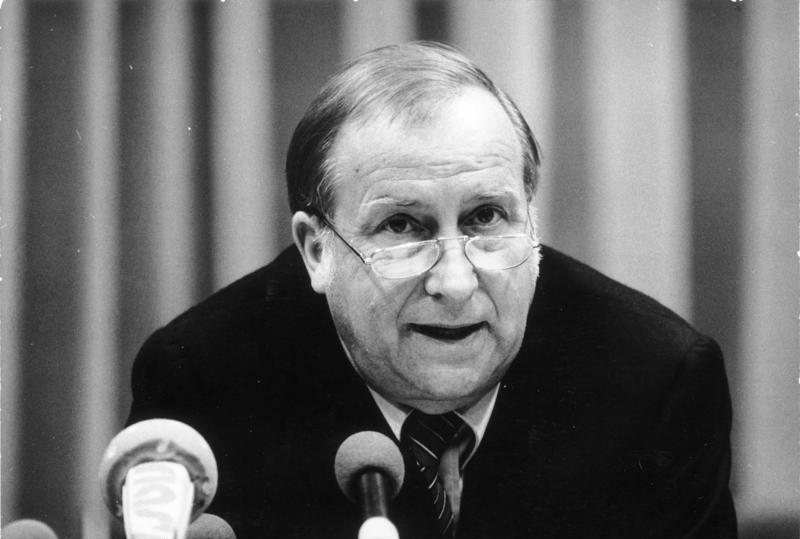
Detlev Karsten Rohwedder

Logo RAF

Błękitna lista (niem. Die Blaue Liste) – powieść kryminalna z wątkami politycznymi niemieckiego pisarza Wolfganga Schorlaua opublikowana w 2003. Jest pierwszą w cyklu powieści z byłym oficerem Federalnego Biura Śledczego – Georgiem Denglerem.

## Treść
Akcja rozgrywa się między 1991 a współczesnością w Niemczech i osnuta jest na motywach zabójstwa Detleva Karstena Rohweddera przez bojowników Frakcji Czerwonej Armii. Dotyka problemów gospodarczych nękających Niemcy po zjednoczeniu, m.in. zagadnień przekształcania przedsiębiorstw w byłej NRD. Jeden z wątków nawiązuje także do katastrofy lotu Lauda Air 004 na terenie Tajlandii.